# 朝鲜民主主义人民共和国国务委员会
朝鲜民主主义人民共和国国务委员会（朝鲜语：／），前身为国防委员会（朝鲜语：／）和更早期的中央人民委员会（朝鲜语：／），是朝鲜民主主义人民共和国最高指导机关，对政治、经济、军事等方面有絕對的控制权。

## 沿革
1972年12月，最高人民会议通过《朝鲜民主主义人民共和国宪法》规定设立中央人民委员会为国家权力的最高领导机关，由国家主席领导，国家主席兼任中央人民委员会委员长。
1992年修宪後，国防委员会从中央人民委员会分离。1998年9月，最高人民会议决议撤销原国家权力最高领导机关的中央人民委员会和国家主席职务，规定国防委员会为国家主权的最高军事领导机关和全面管理国防的机关。
根據2009年4月朝鮮第12屆最高人民會議第1次全體會議決定的國防委員會成員有13人。
2010年5月，金一哲因为高齡被解职。2010年6月，张成泽晋升国防委员会副委员长。2010年11月6日，国防委员会第一副委员长赵明禄次帅逝世。2011年3月16日，朱相成被解除国防委员会人民保安部部长职务。2011年4月7日，国防委员会行政局长李明洙大将被任命为人民保安部长。全炳浩不再担任国防委员会委员职务，由党中央书记朴道春接替。2011年12月17日，国防委员会委员长金正日逝世。
2012年4月13日，最高人民会议第12届5次会议举行。会议拥戴金正日为“国防委员会永远的委员长”，推举金正恩为第一委员长，补选崔龙海、金元鸿、李明洙为国防委员会委员。2013年4月1日，朝鲜最高人民会议第12届7次会议补选金格植、崔富日为国防委员会委员，并免去金正阁和李明洙的国防委员会委员职务。
2016年6月29日，最高人民会议决定修改《宪法》，将国防委员会改组为整合的“国务委员会”，權力更為集中，金正恩当选委员长，黄炳誓、崔龙海、朴凤柱当选为副委员长，金己男、朴永植、李洙墉、李万建、金英哲、金元弘、崔富一、李容浩为委员。
2018年4月11日，第十三届朝鲜最高人民会议第六次会议免去了黄炳誓的国务委员会副委员长职务，免去金己男、李万建、金元弘的国务委员会委员职务，补选金正角、朴光浩、太宗秀、鄭京澤为国务委员会委员。在2019年4月11日的第十四屆最高人民會議第一次會議上，崔龍海出任新設的第一副委員長，樸奉珠當選副委員長，委員人數則由9人擴大至11人。

## 權力
朝鲜宪法赋予国务委员会下列权力：
- 讨论并决定国家的主要政策

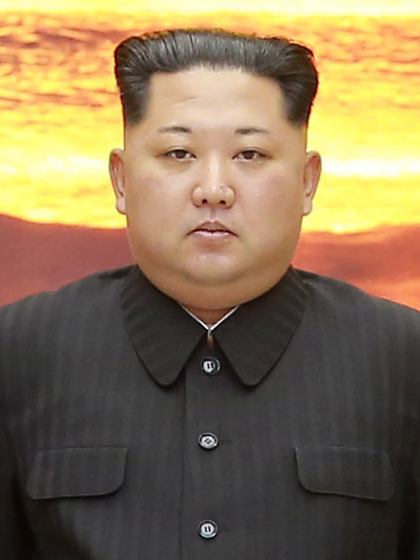
朝鲜國务委員會委員長金正恩

- 对朝鲜民主主义人民共和国国务委员会委员长命令、国务委员会政令、决议和指示执行情况进行监督并采取措施
- 撤销与朝鲜民主主义人民共和国国务委员会委员长命令、国务委员会政令、决议和指示相抵触的国家机关的决议和指示
- 在最高人民会议休会期间根据内阁总理的建议任免副总理、委员长、相及其他内阁成员

## 机构
朝鲜国务委员会下设三个部和直属机构：
- 国防省：管理朝鲜人民军（除国家保卫省的10215部队外）
  - 部长：努光鐵大将（2016年4月任）
  - 第一副部长: 徐洪燦上将（2013年11月任）
- 国家保卫省：国家安全保卫机构（人民军番号为10215部队）
  - 部长：金元鸿大将（2012年4月任）
  - 第一副部长:
  - 政治局局长：金昌燮上将（2009年8月任）
- 社会安全省：警察机关，兼管人民内务军（原人民警备队）
  - 部长：崔富日大将（2013年2月任）
  - 第一副部长: 李泰哲上将（兼内务军司令）
  - 内务军政治局局长：姜弼勋上将（2014年4月任）

国务委员会直属机构
- 政策局：对外发布信息、政策
- 行政局：安排最高领导人现场指导
- 总务局：处理国防委员会的日常事务
- 政治部：国务委员会的党组织管理
- 外事局：处理对外事务
- 参事：非常设，顾问职务

## 成員

國防委員會永远的委员长金正日画像

國務委員會（前稱國防委員會）委員長及委员由最高人民会議選出。任期同最高人民会議，通常为5年，可无限制连任。

## 国防委员会

### 1990年5月24日 第9届最高人民会議第1次会議
- 委員長：金日成（兼任朝鮮國家主席）
- 第一副委員長：金正日
- 副委員長：呉振宇、崔光
- 委員：全秉浩、金铁万、李河日、李乙雪、朱道日、金光镇、金奉律

### 1993年4月9日 第9届最高人民会議第5次会議
- 委員長：金正日
- 第一副委員長：呉振宇[註 1]
- 副委員長：崔光[註 2]
- 委員：全秉浩、金铁万、李河日、李乙雪、朱道日、金光鎮[註 3]、金奉律

### 1998年9月5日 第10届最高人民会議第1次会議
- 委員長：金正日
- 第一副委員長：趙明禄
- 副委員長：金鎰喆、李勇武
- 委員：金永春、延亨默、李乙雪、白鶴林、全秉浩、金铁万

### 2003年9月3日 第11届最高人民会議第1次会議
- 委員長：金正日
- 第一副委員長：趙明禄
- 副委員長：延亨默[註 4]、李勇武
- 委員：金永春、金鎰喆、全秉浩、崔龍洙、白世凤

### 2007年4月11日 第11届最高人民会議第5次会議
- 委員長：金正日
- 第一副委員長：趙明禄
- 副委員長：李勇武、金永春
- 委員：金鎰喆、全秉浩、崔龍洙、白世凤

### 2009年4月9日 第12届最高人民会議第1次会議
- 委員長：金正日
- 第一副委員長：趙明禄
- 副委員長：金永春、李勇武、吴克烈
- 委員：全秉浩、金鎰喆[註 5]、白世凤、张成泽、朱霜成、禹東測、朱奎昌、金正閣

### 2010年6月7日 第12届最高人民会議第3次会議
- 委員長：金正日
- 第一副委員長：趙明禄[註 6]
- 副委員長：金永春、李勇武、吴克烈、张成泽
- 委員：全秉浩、白世凤、朱霜成、禹東測、朱奎昌、金正閣

### 2011年4月7日 第12届最高人民会議第4次会議
- 委員長：金正日[註 7]
- 第一副委員長：空席
- 副委員長：金永春、李勇武、吴克烈、张成泽
- 委員：白世凤、朱霜成[註 8]、禹東測、朱奎昌、金正閣、朴道春

### 2012年4月13日 第12届最高人民会議第5次会議
- 第一委員長：金正恩
- 副委員長：金永春、李勇武、张成泽、吴克烈
- 委員：朴道春、金正閣、朱奎昌、白世凤、崔龙海、金元弘、李明秀

### 2013年4月1日 第12届最高人民会議第7次会議
- 永远的委员长：金正日（朝鲜劳动党永远的总书记，大元帅）

- 第一委员长：金正恩（朝鲜劳动党第一书记、中央军事委员会委员长、朝鲜人民军最高司令官，元帅）

- 副委员长：金永春（朝鲜劳动党中央政治局委员、中央军事委员会委员、中央军事部部长，次帅）
- 副委员长：李用茂（朝鲜劳动党中央政治局委员，次帅）
- 副委员长：张成泽（2013年12月被逮捕并处决）
- 副委员长：吴克烈（朝鲜劳动党中央政治局候补委员，大将）

- 委员：崔龙海（朝鲜劳动党中央政治局常委、中央军事委员会副委员长、朝鲜人民军总政治局局长，次帅）
- 委员：朴道春（朝鲜劳动党政治局委员、中央书记局书记，大将）
- 委员：金格植（朝鲜劳动党中央政治局候补委员，大将）
- 委员：金元鸿（朝鲜劳动党中央政治局委员、中央军事委员会委员、朝鲜国家安全保卫部长，大将）
- 委员：崔富日（朝鲜劳动党中央政治局候补委员、中央军事委员会委员、朝鲜人民保安部部长，大将）
- 委员：朱奎昌（朝鲜劳动党中央政治局候补委员、中央军事委员会委员、中央机械工业部部长，上将）
- 委员：白世凤（又名白世峰，朝鲜劳动党中央委员、朝鲜第二经济委员会委员长，上将）
- 极秘委员：徐相国（主导朝鲜核武器研发计划的灵魂人物）

注*：直属朝鲜劳动党中央委员会机械工业部（原军需工业部）领导。

### 2014年4月9日 第13屆最高人民會議第1次會議
- 第一委員長﹕金正恩（朝鲜劳动党第一书记、中央军事委员会委员长、人民军最高司令官，元帅）

- 副委員長﹕崔龍海 (朝鲜劳动党中央政治局委员、中央书记局书记，次帅)
- 副委員長﹕李勇武（朝鮮勞動黨中央委員會政治局委員，次帥）
- 副委員長﹕吳克烈 （朝鮮勞動黨中央政治局候補委員，大將）

委員﹕張正男 （朝鲜劳动党中央军事委员会委员，大將）
委員﹕朴道春 （朝鮮勞動黨中央政治局委員、中央书记局书记，大將）
委員﹕金元弘 （朝鲜劳动党中央政治局委员、中央军事委员会委员、國家安全保衛部部長，大將）
委員﹕崔富日 （朝鲜劳动党中央政治局候补委员、中央军事委员会委员、人民保安部部長，大將）
委員﹕趙春龍 （朝鲜第二经济委员会委员长）

### 2014年9月25日 第13屆最高人民會議第2次會議
- 第一委員長﹕金正恩（朝鲜劳动党委員長、中央军事委员会委员长、人民军最高司令官，元帅）

- 副委員長﹕黄炳誓 (朝鲜人民军总政治局局长，次帅)
- 副委員長﹕李勇武（朝鮮勞動黨中央委員會政治局委員，次帥）
- 副委員長﹕吳克烈 （朝鮮勞動黨中央政治局候補委員，大將）

委員﹕玄永哲 （朝鲜劳动党中央政治局候补委员、中央军事委员会委员、朝鲜人民武力部部长，大將）
委員﹕朴道春 （朝鮮勞動黨中央政治局委員、中央书记局书记，大將）
委員﹕金元弘 （朝鲜劳动党中央政治局委员、中央军事委员会委员、國家安全保衛部部長，大將）
委員﹕崔富日 （朝鲜劳动党中央政治局候补委员、中央军事委员会委员、人民保安部部長，大將）
委员：李炳哲 （朝鲜劳动党中央军事委员会委员、朝鲜人民军对空军及反航空军司令官）
委員﹕趙春龍 （朝鲜第二经济委员会委员长）

### 2015年4月9日 第13屆最高人民會議第3次會議
- 第一委員長﹕金正恩（朝鲜劳动党委員長、中央军事委员会委员长、人民军最高司令官，元帅）

- 副委員長﹕黄炳誓 （朝鲜劳动党中央政治局常委、中央军事委员会副委员长、中央组织指导部第一副部长、朝鲜人民军总政治局局长，次帅）
- 副委員長﹕崔龍海（朝鮮勞動黨中央政治局委員，次帥）
- 副委員長﹕吳克烈 （朝鮮勞動黨中央政治局候補委員，大將）
- 副委員長﹕朴奉珠 （朝鮮勞動黨中央政治局委員，內閣總理）

委員﹕玄永哲 （朝鲜劳动党中央政治局候补委员、中央军事委员会委员、人民武力部部长，大將）
委員﹕金春燮 （朝鮮勞動黨中央政治局委員、中央书记局书记）
委員﹕金元弘 （朝鲜劳动党中央政治局委员、中央军事委员会委员、國家安全保衛部部長，大將）
委員﹕崔富日 （朝鲜劳动党中央政治局候补委员、中央军事委员会委员、人民保安部部長，少將）
委员：李炳哲 （朝鲜劳动党中央军事委员会委员、中央军事部第一副部长）
委員﹕趙春龍 （朝鲜第二经济委员会委员长）

## 国务委员会

### 2016年6月30日 第13届最高人民会议第4次会议
- 本次会议上国防委员会改组为国务委员会
- 委員長﹕金正恩（朝鲜劳动党委員長、中央军事委员会委员长、人民军最高司令官，元帅）

- 副委員長﹕黄炳誓
- 副委員長﹕朴奉珠 (朝鮮勞動黨中央政治局常務委員，朝鮮內閣總理)
- 副委員長﹕崔龍海

委員﹕金己男
委員﹕朴永植
委員﹕李洙墉
委員﹕李万建
委員﹕金英哲
委員﹕金元弘
委員﹕崔富日
委员：李容浩

### 2018年4月11日 第13届最高人民会议第6次会议
- 委員長﹕金正恩（朝鲜劳动党委員長、中央军事委员会委员长、人民军最高司令官，元帅）

- 副委員長﹕朴奉珠 (朝鮮勞動黨中央政治局常務委員，朝鮮內閣總理)
- 副委員長﹕崔龍海

委員﹕朴永植
委員﹕李洙墉
委員﹕金英哲
委員﹕崔富日
委员：李容浩
委员：金正角
委员：朴光浩
委员：太宗秀
委员：郑京择

### 2019年4月11日  第14屆最高人民會議第1次會議
- 委員長﹕金正恩（朝鮮勞動黨总书记、中央軍事委員會委員長、人民軍最高司令官，元帥）

- 第一副委員長﹕崔龍海（朝鮮勞動黨中央政治局常委、副委員長、中央組織指導部部長、最高人民會議常任委員會委員長、朝鲜人民军次帅）
- 副委員長﹕樸奉珠 （朝鮮勞動黨中央政治局常務委員）

委員﹕金才龍 （內閣總理）
委員﹕李萬建 （朝鮮勞動黨中央委員會中央委員、中央軍事委員會委員）
委員﹕李洙墉 （朝鮮勞動黨中央政治局委員、中央委員會副委員長、國際部部長）
委員﹕金英哲 （朝鮮勞動黨中央政治局委員、中央委員會副委員長）
委員﹕太亨彻 （最高人民會議常任委員會副委員長）
委員：李勇浩 （朝鮮勞動黨中央政治局委員、外務相）
委員﹕金秀吉 （朝鮮勞動黨中央政治局候補委員、朝鮮人民軍政治局局長、朝鮮人民軍大將）
委員﹕努光鐵 （朝鮮勞動黨中央政治局候補委員、朝鮮人民武力部部長、朝鮮人民軍大將）
委員﹕郑京择 （國家安全保衛部部長、朝鮮勞動黨中央委員會政治局候補委員）
委員﹕崔富一 （國防委員會委員、人民保安部部長、朝鮮勞動黨中央政治局候補委員兼中央軍事委員會委員、朝鮮人民軍大將）
委員﹕崔善姬 （外務省副相）

### 2020年4月12日  第14屆最高人民會議第3次會議
- 委員長﹕金正恩（朝鮮勞動黨总书记、中央軍事委員會委員長、人民軍最高司令官，元帥）

- 第一副委員長﹕崔龍海（朝鮮勞動黨中央政治局常委、副委員長、中央組織指導部部長、最高人民會議常任委員會委員長、朝鲜人民军次帅）
- 副委員長﹕朴奉珠 （朝鮮勞動黨中央政治局常務委員）

委員﹕金才龍 （內閣總理）
委員﹕李萬建 （朝鮮勞動黨中央委員會中央委員、中央軍事委員會委員）
委員﹕金正官 （朝鮮人民武力部部長、朝鮮勞動黨中央委員會委員、大將）
委員﹕金英哲 （朝鮮勞動黨中央政治局委員、中央委員會副委員長）
委員﹕李善權 （朝鮮勞動黨中央政治局委員、外務相）
委員：金正浩 （朝鮮人民保安部部長）
委員﹕金秀吉 （朝鮮勞動黨中央政治局候補委員、朝鮮人民軍政治局局長、朝鮮人民軍大將）
委員﹕金衡俊 （朝鮮勞動黨第一副部長）
委員﹕郑京择 （國家安全保衛部部長、朝鮮勞動黨中央委員會政治局候補委員）
委員﹕李炳哲 （朝鮮勞動黨中央軍事委員會委員、大將）
委員﹕崔善姬 （外務省副相）

### 2021年9月29日  第14届最高人民会议第5次会议
免去朴奉珠的国务委员会副委员长职务和金才龙、李万建、金衡俊、李炳哲、金秀吉议员、金正官议员、金正浩议员、崔善姬议员的国务委员会委员职务。
补选金德训议员为国务委员会副委员长和赵甬元、朴正天和吴秀容议员、李永吉议员、张正男议员、金成男议员、金与正议员为国务委员会委员。
- 委员长﹕金正恩（朝鲜劳动党总书记、中央军事委员会委员长、人民军最高司令官，元帅）

- 第一副委员长﹕崔龙海（朝鲜劳动党中央政治局常委、副委员长、中央组织指导部部长、最高人民会议常任委员会委员长、朝鲜人民军次帅）

- 副委员长﹕金德训（朝鲜劳动党中央政治局常务委员）

- 委員：赵甬元
- 委員：朴正天
- 委員：吴秀容
- 委員：李永吉
- 委員：张正男
- 委員：金成男
- 委員：金与正